# ساوو
ساوو (Tsavo) منطقه ای در کنیا است که روی خط آهن اوگاندا و نزدیک رودهای ساوو و آتی قرار گرفته‌است. ساوو در زبان مردمان کامبا به معنی سلاخی است. ساوو پیوسته محل عبور کاروان‌های برده داری اعراب و برده‌های شکارشدهٔ آن‌ها بود تا اینکه در اواخر سدهٔ ۱۹ میلادی انگلیسی‌ها برده داری را پایان دادند. دو پارک ملی به نام‌های پارک ملی ساوو شرق و پارک ملی ساوو غرب در نزدیکی این منطقه قرار دارند.

## طبیعت

### پوشش گیاهی
گیاهان زیر بیشتر در این منطفه دیده می‌شوند:
- کرت
- مر حجازی
- آدانسونیا

### پوشش جانوری
جانوران زیر بیشتر در این منطقه دیده می‌شوند:
- فیل بیشه آفریقایی
- زرافه کلیمانجارو
- گاومیش آفریقایی
- آهو
- صخره‌پر
- کودو
- پلنگ آفریقایی
- شیر ماسای[۱]
- یوزپلنگ تانزانیایی
- پشه تسه‌تسه

### مردمان
واتاها مردمانی اند که در این منطقه ساکن اند و کار آن‌ها شکار با تیر و کمان است.

### شهرت
این منطفه چندان شناخته شده نبود تا اینکه کتابی به نام آدمخواران ساوو به قلم جان هنری پترسن در سال ۱۹۰۷ نوشته شد. این کتاب پیرامون یک جفت شیر آدمخوار بود که به کارگران سازندهٔ راه‌آهن حمله می‌کردند. از روی این کتاب چندین فیلم ساخته شده‌است که شناخته شده‌ترین آن‌ها شبح و ظلمت با هنرمندی وال کیلمر و مایکل داگلاس است که با وجود نظرات حرفه‌ای منفی نسبت به آن، جایزه اسکار بهترین تدوین را در سال ۱۹۹۷ از آن خود کرد.